# Sakkejaure
Sakkejaure är en sjö i Gällivare kommun i Lappland och ingår i Kalixälvens huvudavrinningsområde. Sjön har en area på 0,167 kvadratkilometer och ligger 452,1 meter över havet. Sakkejaure ligger i Kaitum fjällurskog Natura 2000-område.

## Delavrinningsområde
Sakkejaure ingår i det delavrinningsområde (751861-168842) som SMHI kallar för Ovan Siergajohka. Medelhöjden är 478 meter över havet och ytan är 31,49 kvadratkilometer. Räknas de 19 avrinningsområdena uppströms in blir den ackumulerade arean 323,65 kvadratkilometer. Vuotnajåkka som avvattnar avrinningsområdet har biflödesordning 3, vilket innebär att vattnet flödar genom totalt 3 vattendrag innan det når havet efter 324 kilometer. Avrinningsområdet består mestadels av skog (57 procent) och sankmarker (41 procent). Avrinningsområdet har 0,4 kvadratkilometer vattenytor vilket ger det en sjöprocent på 1,3 procent.